# خوان کرینو
خوان کرینو (اسپانیایی: Juan Carreño‎؛ ۱۴ اوت ۱۹۰۹ – ۱۶ دسامبر ۱۹۴۰) یک بازیکن فوتبال اهل مکزیک بود.